# Chessell

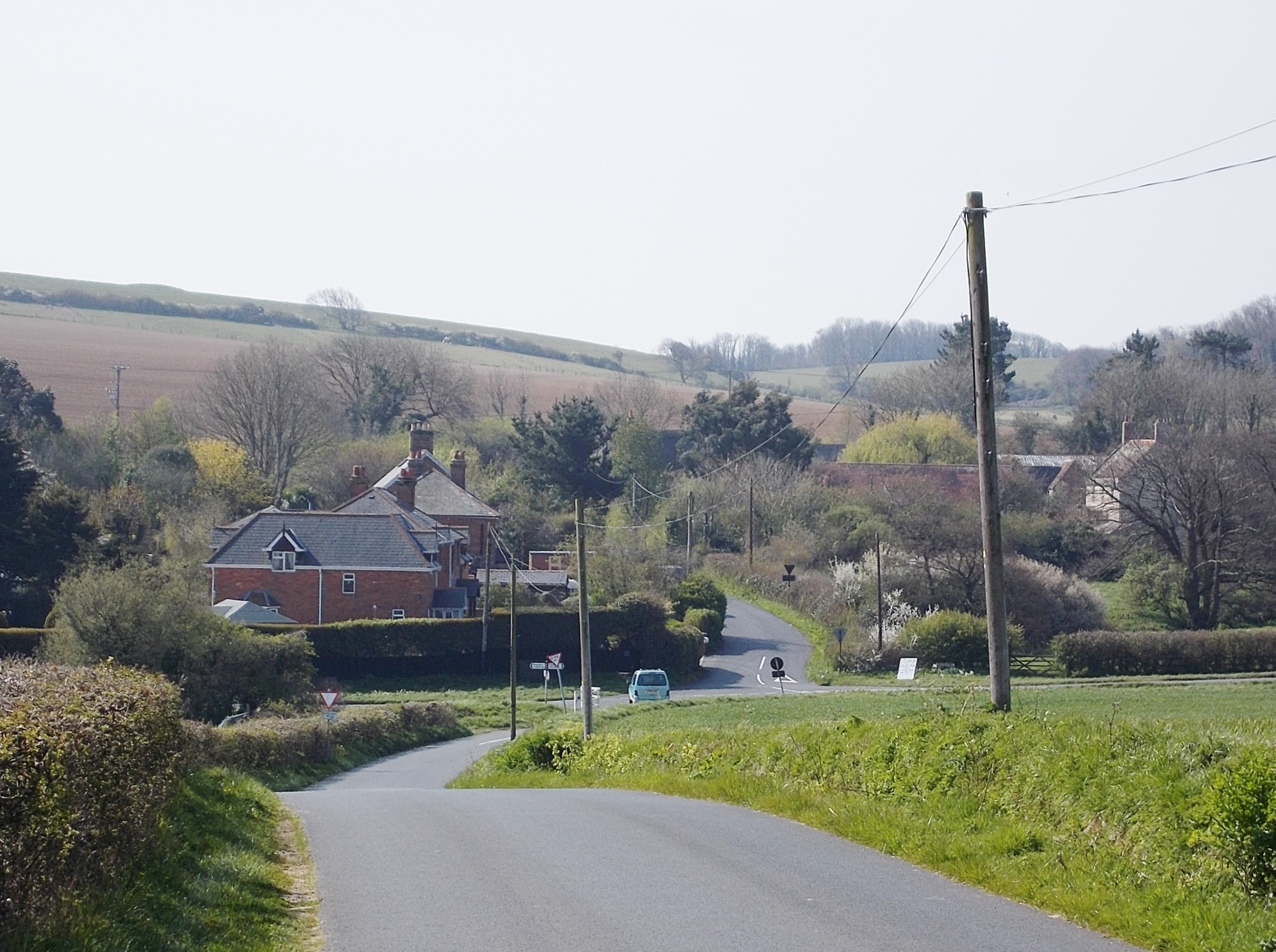

Chessell ist ein Weiler im Westen der Isle of Wight, England.
Er ist bekannt für die Chessell Pottery Barns,
In der Nähe liegt Chessell Manor, ein denkmalgeschützter (grade II) ehemaliger Herrensitz.

## Nachweise
1. ↑  Chessell Pottery Barns. In: www.pottery-cafe.com. Archiviert vom Original am 9. Mai 2008; abgerufen am 14. Januar 2009 (englisch).
2. ↑  https://britishlistedbuildings.co.uk/101218922-chessell-farmhouse-calbourne-newtown-and-porchfield#.Y5n3Tn2ZNPY British Listed Buildings - Chessell Farmhouse A Grade II Listed Building in Calbourne, Isle of Wight